# Parenchym (zoölogie)
Parenchym is het werkzame deel van weefsel van een orgaan. Dit in tegenstelling tot steunweefsel of stroma. Het ontwikkelt zich uit het embryonale mesoderm. 
In een kankergezwel is de parenchym de mutante woekercel, in tegenstelling tot het stroma, het omringende steunweefsel van het gezwel.
Voorbeelden:
| Orgaan  | Parenchym          |
| ------- | ------------------ |
| Nier    | Nefron             |
| Longen  | Alveoli, Bronchiën |
| Hersens | Neuron             |
| Lever   | Hepatocyt weefsel  |